# Dwór w Bądkach
Dwór w Bądkach – neogotycki dwór znajdujący się we wsi Bądki, w województwie warmińsko-mazurskim.

## Historia
Dwór zbudował w 1869 roku Johann Martin Stoppel, syn kupca z Hamburga. Budynek zbudowany na zasadzie równorzędnych z korpusem, dwóch poprzecznych skrzydeł, nakrytych przenikającymi się dwuspadowymi dachami. Od frontu, we wgłębieniu między skrzydłami, znajduje się duży taras przykryty dachem pulpitowym. W lewej elewacji znajdują się narożne, drewniane, zadaszone ganki. Szczyty skrzydeł są schodkowo-sterczynowe, ozdobione rozetami, a okna umieszczono w ozdobnych płycinach.

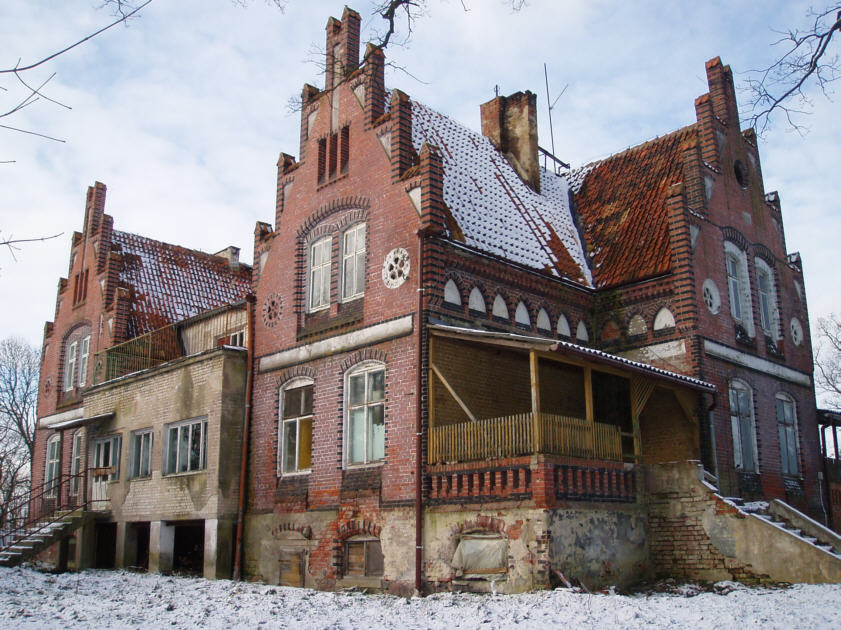
Dwór

Od strony parku elewacja została zeszpecona współczesną dobudówką. Elewacje obłożone cegłą klinkierową, ozdobiono tynkowanymi płycinami i dodatkowo barwnie szkliwioną cegłą. Całość otoczona parkiem, nawiązuje do architektury zamków krzyżackich. Potomkowie Stoppelów mieszkali we dworze do 1945 roku. Obecnie dwór znajduje się w dzierżawie i jest zamknięty.